# James Noel Thomson
James Noel Thomson, britanski general, * 1888, † 1979.